# Cleto Bendaña

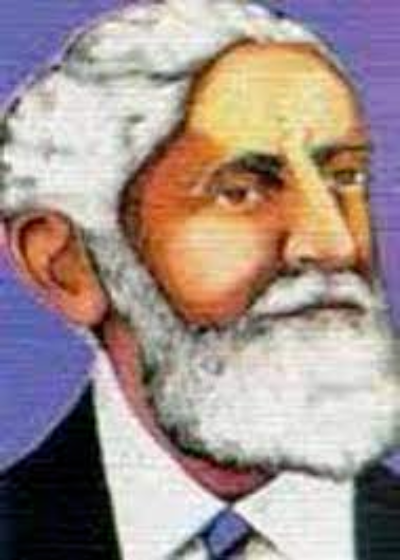
Cleto Bendaña

Cleto Bendaña (* 1790 in Honduras) war vom 13. September 1827 bis 24. Oktober 1827 Jefe Supremo der Provinz Honduras in der Zentralamerikanischen Konföderation.

## Leben
José Dionisio de la Trinidad de Herrera y Díaz del Valle geriet in Konflikt mit der Regierung der Zentralamerikanischen Konföderation von Manuel José Arce. Dieser hatte im Oktober 1826 das Föderationsparlament aufgelöst. Daraufhin unterstützten Herrera und Mariano Prado Baca einen Aufstand gegen Arce. Arce wurde bei seinen Ambitionen, wiedergewählt zu werden, von Herreras Stellvertreter, dem Generalleutnant José Justo Milla Pineda, unterstützt. Dieser besetzte mit seinen Truppen am 10. Mai 1827 Comayagua, ließ Herrera gefangen nehmen und berief ein Parlament mit Juan Lindo als Vorsitzendem ein. Dieses Parlament setzte am 13. September 1827 Herrera ab und wählte Cleto Bendaña zum Supremo Jefe. Im von Milla einberufenen Parlament fühlten sich einige Departamentos von Honduras nicht vertreten und rüsteten oppositionelle Truppen gegen Bendaña aus. Truppen, die von Anhängern von Herrera organisiert worden waren, warteten an der nicaraguanisch-honduranischen Grenze, um Cleto Bendaña zu stürzen. Truppen von Milla fielen in Nicaragua ein.

## Batalla de La Trinidad

Die Schlacht von la Trinidad, Darstellung auf einer honduranischen Fünf-Lempira-Note

Am 11. November 1828 wurden die Truppen von Milla durch Truppen unter dem Kommando von José de la Trinidad Francisco Cabañas Fiallos bei La Trinidad (Nicaragua) geschlagen. Anschließend übergab Bendaña sein Amt an José Francisco Morazán Quezada. Das von Milla berufene Parlament wählte José Jerónimo de Zelaya Fiallos zum Supremo Jefe, der beim Bürgermeister von Santa Bárbara im Departamento Santa Bárbara seinen Amtseid ablegte und Miguel Eusebio Bustamante zu seinem Stellvertreter ernannte.